# Sostea ebenina
Sostea ebenina is een keversoort uit de familie ruighaarkevers (Dryopidae). De wetenschappelijke naam van de soort werd in 1915 gepubliceerd door Antoine Henri Grouvelle.